# Буков певец
Буковият певец  (Phylloscopus sibilatrix) е птица от семейство Phylloscopidae. Среща се и в България.

## Физически характеристики
Буковият певец достига 12 сантиметра. Той е с лимоненожълти вежди и гърди, гърбът е зеленикав.

## Начин на живот и хранене
Храни се с мухи и други насекоми.

## Допълнителни сведения
- Буков певец, Phylloscopus Sibilatrix
- Буков певец, София (България)